# Estrago (EP)
Estrago é um EP da banda paulista de rock alternativo Cigana lançado em 13 de setembro de 2022 pelo selo Balaclava Records. O trabalho é composto por quatro faixas inéditas e mostra uma ampla utilização de novos elementos no instrumental da banda, em especial eletrônicos. O EP foi considerado um dos melhores lançamentos do ano pelo site Hits Perdidos.
A faixa de abertura Ideia Errada mostra um caminho em que o som da banda tem diálogos com a produção eletrônica e momentos de maior experimentação, e serviu como single principal.
Estrago foi gravado em Limeira entre 2021 e 2022 e tem produção assinada pelo estúdio e coletivo Lazy Friendzzz, com Cosmo Curiz assinando a co-produção na faixa thomyorke.

## Faixas
| Estrago - EP   |                    |         |  |
| N.º            | Título             | Duração |  |
| 1.             | "Ideia Errada"     | 3:59    |  |
| 2.             | "thomyorke"        | 1:32    |  |
| 3.             | "De Madrugada"     | 3:20    |  |
| 4.             | "Não Derruba Mais" | 3:40    |  |
| Duração total: | Duração total:     | 12:31   |  |